# Лайшманиоза
Лайшманиозите са група трансмисивни протозойни заболявания при човека и бозайниците, които се характеризират с тежки поражения на вътрешните органи (висцерална лайшманиоза) или поражения на кожата и лигавиците (кожна и кожно-лигавични форми). Причиняват се от едноклетъчните паразити от род Leishmania. Преносители на възбудителите на заболяването са пясъчни мухи от родовете Флеботомус, Lutzomyia, Psychodopygus и Pintomyia. Заболяването има природна и синантропна огнищност в много страни с тропичен, субтропичен и умерен климат.
Сред животните най-често се поразява кучето. Заболяването се изразява с поражения по кожата и лигавиците, с увреждания и увеличаване на черния дроб, далака и лимфните възли, анемия и общо отслабване на болния организъм.

## Класификация на лайшманиозите
Формите на заболяването при хора и животни зависят от вида и подвида на причинителя, както и географското разположение. В зависимост от това се наблюдават три основни форми:
- Висцерална лайшманиоза. Причинява се от Leishmania donovani. Нарича се още Кала-азар и Дум-дум треска.
- Кожна лайшманиоза. Причинява се от Leishmania tropica. Нарича се още Пендинска язва, Източна язва, Тропическа язва, Ашхабатска язва, Алепска пъпка, Багдатска пъпка, Делхийска пъпка, Болест на Боровски.
- Кожно-лигавична лайшманиоза. Причинява се от Leishmania mexicana и Leishmania brasiliensis. Нарича се още Американска лайшманиоза и Мукокутанна лайшманиоза.

| Вид лайшмания                        | Преносители | Разпространение                                                 | Забележка                 |                        |                        |                        |                        |                        |                        |                        |                        |                        |                        |                        |                        |                        |                        |                        |                        |                        |
| Висцерална лайшманиоза               | Висцерална лайшманиоза | Висцерална лайшманиоза                                          | Висцерална лайшманиоза    | Висцерална лайшманиоза | Висцерална лайшманиоза | Висцерална лайшманиоза | Висцерална лайшманиоза | Висцерална лайшманиоза | Висцерална лайшманиоза | Висцерална лайшманиоза | Висцерална лайшманиоза | Висцерална лайшманиоза | Висцерална лайшманиоза | Висцерална лайшманиоза | Висцерална лайшманиоза | Висцерална лайшманиоза | Висцерална лайшманиоза | Висцерална лайшманиоза | Висцерална лайшманиоза | Висцерална лайшманиоза |
| ------------------------------------ | --- | --------------------------------------------------------------- | ------------------------- | ---------------------- | ---------------------- | ---------------------- | ---------------------- | ---------------------- | ---------------------- | ---------------------- | ---------------------- | ---------------------- | ---------------------- | ---------------------- | ---------------------- | ---------------------- | ---------------------- | ---------------------- | ---------------------- | ---------------------- |
| Leishmania donovani donovani         | Phlebotomus argentipes | Индия                                                           | Индийски тип              |                        |                        |                        |                        |                        |                        |                        |                        |                        |                        |                        |                        |                        |                        |                        |                        |                        |
| Leishmania donovani chinensis        | Phlebotomus chinensis | Китай                                                           | Китайски тип              |                        |                        |                        |                        |                        |                        |                        |                        |                        |                        |                        |                        |                        |                        |                        |                        |                        |
| Leishmania donovani infantum         | Phlebotomus perniciosus, Phlebotomus caucasius, Phlebotomus ariasi, Phlebotomus tobbi, Phlebotomus major, Phlebotomus perfilievi | Страни от Средиземноморието, Южна Европа, Северна Африка, Малта | Средиземноморски тип      |                        |                        |                        |                        |                        |                        |                        |                        |                        |                        |                        |                        |                        |                        |                        |                        |                        |
| Leishmania donovani infantum         | Phlebotomus orientalis, Phlebotomus martini, Phlebotomus celiae                                                                  | Предна и Средна Азия                                            | Централноазиатски тип     |                        |                        |                        |                        |                        |                        |                        |                        |                        |                        |                        |                        |                        |                        |                        |                        |                        |
| Leishmania donovani arcibaldi        | Phlebotomus caucasius, Phlebotomus chinensis, Phlebotomus mongoliensis, Phlebotomus candelaci, Phlebotomus pappatasi             | Судан, Кения                                                    | Африкански (Судански) тип |                        |                        |                        |                        |                        |                        |                        |                        |                        |                        |                        |                        |                        |                        |                        |                        |                        |
| Leishmania donovani chagasi          | Lutzomyia longipalpis | Централна и Южна Америка                                        | Американски тип           |                        |                        |                        |                        |                        |                        |                        |                        |                        |                        |                        |                        |                        |                        |                        |                        |                        |
| Кожна лайшманиоза                    | |                                                                 |                           |                        |                        |                        |                        |                        |                        |                        |                        |                        |                        |                        |                        |                        |                        |                        |                        |                        |
| Leishmania tropica major             | Phlebotomus pappatasi | Туркменистан, Иран                                              |                           |                        |                        |                        |                        |                        |                        |                        |                        |                        |                        |                        |                        |                        |                        |                        |                        |                        |
| Leishmania tropica minor             | Phlebotomus caucasius, Phlebotomus pappatasi                                                                                     | Страни от района на Средиземноморието                           |                           |                        |                        |                        |                        |                        |                        |                        |                        |                        |                        |                        |                        |                        |                        |                        |                        |                        |
| Leishmania aethiopica                | Phlebotomus sergenti, Phlebotomus caucasius, Phlebotomus longipes, Phlebotomus pedifer                                           | Предна и Средна Азия, Закавказието и Етиопия                    |                           |                        |                        |                        |                        |                        |                        |                        |                        |                        |                        |                        |                        |                        |                        |                        |                        |                        |
| Кожно-лигавична лайшманиоза          | |                                                                 |                           |                        |                        |                        |                        |                        |                        |                        |                        |                        |                        |                        |                        |                        |                        |                        |                        |                        |
| Leishmania mexicana mexicana         | Lutzomyia olmeca | Мексико, Гватемала, Хондурас                                    |                           |                        |                        |                        |                        |                        |                        |                        |                        |                        |                        |                        |                        |                        |                        |                        |                        |                        |
| Leishmania mexicana sonensis         | Lutzomyia flaviscutellata | Бразилия в района на Амазонка                                   |                           |                        |                        |                        |                        |                        |                        |                        |                        |                        |                        |                        |                        |                        |                        |                        |                        |                        |
| Leishmania mexicana mexicana         | Видове от Lutzomyia и Pintomyia                                                                                                  | Венецуела, Бразилия, Мексико, Боливия                           | Дифузна                   |                        |                        |                        |                        |                        |                        |                        |                        |                        |                        |                        |                        |                        |                        |                        |                        |                        |
| Leishmania brasiliensis brasiliensis | Lutzomyia panamensis, Lutzomyia paraensis, Lutzomyia welcomei, Lutzomyia trapidoi и от род Psychodopygus                         | Панама, Бразилия, Перу, Еквадор, Боливия, Парагвай, Колумбия    | Форма еспундия            |                        |                        |                        |                        |                        |                        |                        |                        |                        |                        |                        |                        |                        |                        |                        |                        |                        |
| Leishmania brasiliensis quyanensis   | Lutzomyia quyanensis | Панама, Гвиана, Бразилия                                        |                           |                        |                        |                        |                        |                        |                        |                        |                        |                        |                        |                        |                        |                        |                        |                        |                        |                        |
| Leishmania brasiliensis peruviana    | Видове от Lutzomyia и Pintomyia                                                                                                  | Перу, Боливия                                                   | Форма ута                 |                        |                        |                        |                        |                        |                        |                        |                        |                        |                        |                        |                        |                        |                        |                        |                        |                        |

## Исторически сведения за заболяването
Описания на лезии сходни на кожната лайшманиоза са открити в надписи от глинени плочки от времето на цар Ашурбанипал от 7 век пр.н.е. Вероятно някои от тях пресъздават още по-ранни текстове 1500 - 2500 г. пр.н.е. Лекари от мюсюлманския свят, включително и Авицена през 10 век, дават подробно описание на болестта като я нарича „Болест от Балх“. През 1756 г. диагностицирайки и лекувайки пациент от турски произход Александър Ръсел прави и първото подробно клинично описание на болестта. Лечителите от Индустан наричат болестта kala-azar (произнася се кала азар, на урду, хинди и хиндустани фразата се превежда „черна треска“, от kālā – черен и āzār – треска или болест). В Америка доказателство за кожна форма на заболяването от древността са откривани в Еквадор и Перу. Изразяват се в изображения на хора с кожни лезии и изкривени лица по глинени съдове от 1 век. Текстове от 15 – 16 век от испанските колониалисти споменават за заболяване наричано „Треска от долината“, „Андска треска“ или „Бяла проказа“, които вероятно описват кожната лайшманиоза.
Остава неясен въпроса кой пръв открива причинителят на лайшманиозата. Хирургът Дейвид Кънингам от Британската индийска армия вероятно вижда за пръв път лайшманиите през 1885 г., без обаче да направи връзка с болестта. Пьотр Боровски, руски военен хирург работил в Ташкент, провежда изследвания в областта на етиологията на ориенталската болест в район, където местните я наричат „Сартовска язва“. През 1898 г. публикува първото точно описание на причинителя. Резултатите от изследването му са публикувани през 1989 г. в малко известно военномедицинско руско списание и неговото откритие не е международно признато приживе. Боровски пръв открива протозойния характер на възбудителя (не бактериален), което дава възможност да се разработят основните принципи на епизоотологията, лечението и профилактиката. През 1901 г., Уилям Лайшман идентифицира организми в натривки, взети от далак на пациент, починал от „Дум-дум треска“ (Дум дум е градче и център на област в близост до Калкута). Лайшман предполага, че това са трипанозоми, открити в Индия. Няколко месеца по-късно, капитан Чарлз Донован потвърждава констатацията на Лайшман при натривки от пациент в Мадрас, а микроорганизмите са наречени „телца на Лайшман-Донован“. Роналд Рос предполага, че тези телца представляват вътреклетъчната форма на нов паразит, който нарича Leishmania donovani. Връзката между висцералната форма на лайшманиоза (Кала-азар) и Leishmania donovani е окончателно потвърдена от Чарлз Бентли. По време на съюзническото настъпление в Сицилия през Втората световна война лайшманиозата се превръща в сериозен проблем сред съюзническите войски. Благодарение на изследователската дейност на Леонард Гудуин в този период е въведено ефективното лечение с препарата пентостам.

## Разпространение
Значението за човечеството на лайшманиозата е голямо. Заболяването е широко разпространено, протича тежко и се характеризира с висока смъртност. По данни на СЗО за периода 1950 – 1965 г. от регистрираните случаи на заболели хора смъртните случаи надхвърлят 11%. Ежегодно броят на заболелите варира от 0,7 до 1,2 млн. от кожна и мукокутанна лайшманиоза и от 0,2 до 0,4 млн. души от висцерална форма. Заедно с регистрираните и неизлекувани хора от предни години към всеки един момент днес в света болните от лайшманиоза са около 12 млн..
Заболяването е регистрирано в около 90 страни по света. Наблюдава се обаче значителна концентрация на заболяемостта от различните форми в отделни региони по света. Така например около 90% от всички случаи на висцерална лайшманиоза се регистрират в Бангладеш, Бразилия, Индия, Непал и Судан. Същият процент от случаите на мукокутанната форма се регистрират в Боливия, Бразилия и Перу. При кожната форма на лайшманиозата отново около 90% от случаите са концентрирани в Афганистан, Бразилия, Иран, Перу, Саудитска Арабия и Сирия.
България се смята за северната граница на разпространение на лайшманиозата в Европа. Срещат се висцералната и кожната форма. В страната се срещат различни видове флеботомуси, което със затопляне на климата позволява заболяването безпроблемно да поразява нови територии на север. В исторически план лайшманиозата е била бич сред населението на Вардарска Македония в периода на управлението и през Втората световна война. В Южна България са се срещали спорадични случаи сред населението като най-често са заболели хора от областите Ямбол, Стара Загора и Хасково. Със създаването на повече възможности за пътувания на хора и животни в Южна Европа и други огнищни райони на света случаите на регистрация на заболяването при хора и животни в България стават повече, включително и в северната и част, а крайните югозападни райони могат да се превърнат в трайни природни огнища.
Въпреки че дълги години преди това съществуват сведения за наличие на лайшманиоза в България, при куче заболяването е доказано едва през 2006 г. Това става от доц. д-р Илия Цачев – преподавател в Тракийски университет.

## Етиология
Лайшманиозите се причиняват от паразити принадлежащи на род Leishmania. Родът е представен с десетки видове, но само четири са сочени като сигурни причинители на заболяването:
- Leishmania donovani;
- Leishmania tropica;
- Leishmania mexicana;
- Leishmania brasiliensis.

Лайшманиите са вътреклетъчни паразити и се размножават чрез двойно делене. Първоначално започва да се дели кинетопластът, а после ядрото и цитоплазмата. В резултат на деленето, в една клетка паразитите достигат няколко десетки и при разрушаването и се разполагат и извънклетъчно. При оцветяване по Романовски – Гимза цитоплазмата е в светлосин цвят, а ядрото и кинетопластът се оцветяват в червено-виолетово.

### Биологичен цикъл
Лайшманиите са облигатни паразити. Извън кръвта на човека и животните са неустойчиви. В своето развитие паразитите преминават през две форми – лайшманийна и лептомонадна:
- При хората и гръбначните стадият се нарича амастиготен (лайшманиен, вътреклетъчен). Паразитите са с кръгла или овална форма и размери 2 – 4 μm на 1 – 2 μm. Лайшманийната форма има кръгла или овална форма с дължина 2 – 6 μm и ширина 1 – 2,5 μm. В клетката ясно се забелязват ядрото и кинетопластът, които имат точковидна или пръчковидна форма. Някои клетки имат къс флагелум, разположен изцяло интрацелуларно. Тази форма се установява в тъканите на гръбначните животни и човека.
- При насекомите стадият се нарича промастиготен (лептомонаден, подвижен). Паразитите са с вретенообразна форма и размери 10 – 20 μm на 5 – 6 μm. Лептомонадната форма е с удължена вретеновидна форма с дължина от 10 – 20 μm и ширина 5 – 6 μm. Притежават свободен флагелум, който излиза от предния заострен край на клетката. Тази форма на паразита се среща само в насекомите преносители.

Пясъчните мухи, преносители на лайшманиите, се заразяват при смукане на кръв от болни хора или животни. В стомахчето след няколко часа амастиготите се превръщат в промастиготи (камшичести). Размножават се и се локализират в глътката. Така за 5 – 8 дни стават заразоспособни. При смукане на кръв от хапещите насекоми, посредством хоботчето си вкарват през кожата промастиготи и заразяват организма. Промастиготите бързо се размножават и инвазират локалните тъканни клетки, a по кръвен път – и други органи и се превръщат в амастиготи.

## Епидемиология
Преносители са различни видове пясъчни мухи. Всяка лайшмания се е адаптирала екологично към различен вид хапеща мушица. Преносителите са строго специфични за различните региони на света. В средното черво на насекомите лептомонадните форми се размножават и след това връщат през хранопровода до фаринкса. При кръвосмучене инокулират паразита в гръбначните животни. Заразяване може да настъпи и при размачкване на насекомо носител върху наранена кожа или лигавица. Естествен резервоар на инвазията са диви хищни животни, безстопанствени кучета, а също и гризачи, в чиито дупки се размножават насекомите преносители.
Освен при ухапване от заразено насекомо при хора е възможно заразяване с лайшманиоза да настъпи и след кръвопреливане и трансплантация на органи.

## Патогенеза
Промастиготите на лайшманиите се размножават в храносмилателния тракт на женските пясъчни мухи. Приблизително за около седмица се придвижват към горните отдели на храносмилателната система към глътката като затапват лумена на канала и се секретират навън под формата на гел. Когато пясъчните мухи хапят своя жертва те отделят слюнка на мястото на ухапване. Заедно с нея в раната проникват множество промастиготи на лайшманиите. При едно ухапване средно в раната проникват от 100 до 1000 промастигота.
Първи на мястото на увреждането пристигат полиморфоядрени неутрофили, които фагоцитират паразитите. В неутрофилите лайшманиите не се размножават и не се превръщат в амастиготи. За тази цел при обезвреждането на нуетрофилите от организма при фазата на апоптоза те се унищожават от макрофагите. Лайшманиите постъпват в макрофагите и не предизвикват иммунен отговор. По този начин макрофагите стават основните гостоприемникови клетки в организма на бозайниците. В макрофага лайшманиите се трансформират във вътреклетъчна морфологична форма, наречена амастиготи. Тук те са обвити от паразитофорни вакуоли, които се образуват от сливането на първичните фагозоми c лизозоми и ендозоми. При трансформацията в амастиготи се наблюдава промяна в морфологията като продълговатите промастиготи с дълго камшиче се превръщат в овални амастиготи с късо камшиче и промяна на метаболизма с цел приспособяването на паразита в оцеляването в кисела среда. Трансформацията се извършва за два до пет дни. Вътре във вакуолите амастиготите бързо се размножават и така всеки жизнен цикъл заема около едно денонощие.
При кожните форми на лайшманиозата инфилтратът се образува в кожата и включва преимуществено макрофаги, а също и лимфоидни клетки и по-малко плазматични. При висцералната форма огнището на инфекция е в органите на ретикуло-ендотелната система.
Поради интоксикацията при висцералната форма настъпват тежки обменни нарушения в организма. Образуват се автоантитела. Анемията възниква в резултат от автоимунна хемолиза, увеличението на далака, кръвоизливи и потискане на дейността на костния мозък. При кожната форма в мястото на ухапването се развива т.нар. лайшманиом, който е специфично грануломатозно възпаление. След около 3 до 6 месеца настъпват некротични изменения и се формира язва.